# Snuffelslang
De snuffelslang of langneus-boomslang (Ahaetulla nasuta) is een slang uit de familie toornslangachtigen (Colubridae) en de onderfamilie Ahaetuliinae.

## Naam en indeling
De wetenschappelijke naam van de soort werd voor het eerst voorgesteld door Bernard Germain de Lacépède in 1789. Oorspronkelijk werd de wetenschappelijke naam Coluber nasutus gebruikt. De soort had lange tijd Dryophis mycterizans als wetenschappelijke naam. Ook werd de soort tot de geslachten Dryinus en Passerita gerekend.

## Uiterlijke kenmerken
De snuffelslang bereikt een lengte van ongeveer 1,5 meter met uitschieters tot 1,8 meter, en heeft een zeer dun lichaam. Vrouwtjes worden langer dan mannetjes maar hebben een relatief kortere staart. De kleur is smaragd- tot helder groen met een lichtere buik, soms komen bruinige strepen voor. De slang heeft een karakteristieke driehoekige en lange kop met een opvallende neuspunt waaraan de wetenschappelijke soortnaam nasuta te danken is, dat neus betekent. De neuspunt is beweeglijk en doet denken aan een slurf. Ook de ogen zijn opvallend, ze zijn relatief groot en hebben een langwerpige maar onregelmatig gevormde pupil.

## Verspreiding en habitat
De snuffelslang komt voor in Azië: inIndia, Nepal, Sri Lanka, Myanmar, Thailand, Cambodja, Vietnam, Bhutan, mogelijk in Bangladesh. De habitat bestaat uit tropische en subtropische bossen.

## Levenswijze
De slang is overdag actief en leeft in bomen waar tussen de bladeren voornamelijk op kikkers en hagedissen wordt gejaagd. Deze worden vaak bij de nek gegrepen en sterven door verstikking voor ze worden doorgeslikt. De slang heeft een mild gif dat zwellingen veroorzaakt maar ongevaarlijk is voor de mens. De ogen van de slang zijn goed ontwikkeld, de slang kan stereoscopisch zien in tegenstelling tot de meeste slangen.
De snuffelslang staat bekend als agressief bij aanraking en bijt venijnig van zich af. Uit de gewoonte om met de neus in het gelaat te prikken, is de mythe ontstaan dat de slang de ogen uit het gezicht probeert te steken. Na een beet laat de slang los, waarbij vaak tanden achterblijven in de huid. Na ongeveer drie jaar is de slang geslachtsrijp, de snuffelslang is eierlevendbarend. Per worp worden drie tot vijftien of soms twintig jongen geboren, die ongeveer 35 centimeter lang zijn.

### Afbeeldingen

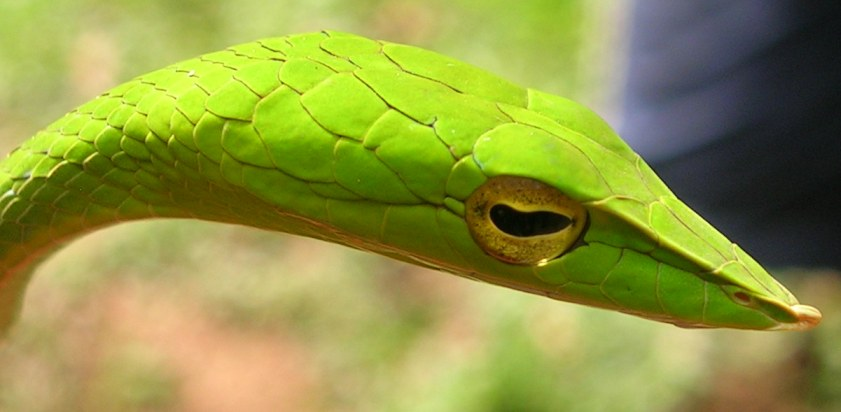
Kop met de langwerpige pupillen en spitse snuit
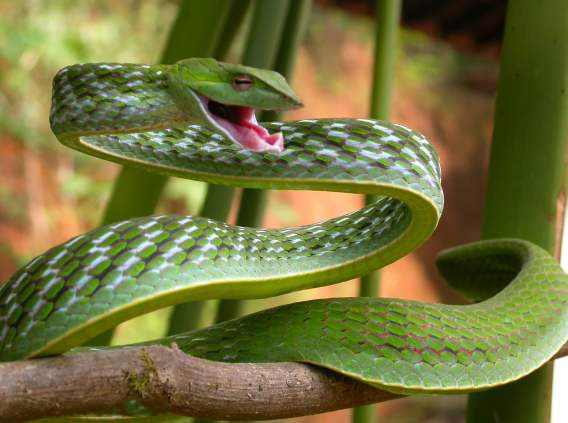
Dreighouding
In een terrarium